# 依美斯汀
依美斯汀（emedastine），商品名埃美丁（Emadine），是第二代抗組織胺，可用作眼藥水以減緩過敏性結膜炎的症狀。依美斯汀屬於H1 接收器抑制劑。藉由抑制組織胺的作用來減緩過敏性結膜炎的症狀。當依美斯汀用作眼藥水時，會以雙延胡索酸鹽（difumarate）的形式存在。

## 文獻來源
1. ↑   (PDF). Alcon Laboratories, Inc. 6201 South Freeway Fort Worth, Texas 76134, USA.   [5 January 2016]. （原始内容存档 (PDF)于2019-08-06）.
2. ↑  https://www.nmpa.gov.cn/datasearch/search-info.html?nmpa=aWQ9OGVhZDg5ZDg1MTExYzNkMzgyMmM1ZTdkM2EwMTBhN2ImaXRlbUlkPWZmODA4MDgxODNjYWQ3NTAwMTg0MDg4MWY4NDgxNzlm
3. ↑  https://www.nmpa.gov.cn/datasearch/search-info.html?nmpa=aWQ9ZjBiM2FiNzUwNDE5ZDU4MDY5ODNiNjBjMWJiZGI3NGQmaXRlbUlkPWZmODA4MDgxODNjYWQ3NTAwMTg0MTI1MTE3NWExZWRi
4. ↑  Bielory, L.; Lien, K. W.; Bigelsen, S. . Drugs. 2005, 65 (2): 215–228. PMID 15631542. doi:10.2165/00003495-200565020-00004.